# Dwayne Clemons
Dwayne Clemons, född 3 juli 1963 i Los Angeles, är en amerikansk jazzmusiker. Han växte upp i Dallas i Texas. Då han började spela trumpet vid åtta års ålder var hans förebilder bland andra Dizzy Gillespie och Red Garland. När han kom till New York, där han vistades från 1985 fram till början av 1990-talet, fortsatte Clemons sin "lärlingsutbildning" och fick uppmuntran från bland andra Clarence "C" Sharpe, Jonah Jones, Barry Harris och Tommy Turrentine.
Från 2005 till 2014 ledde Dwayne Clemons en kvintett med alt/barytonsaxofonisten Josh Benko och pianisten Sacha Perry, med spelningar på Smalls Jazz Club i Greenwich Village. Där spelade han också vid olika tillfällen med saxofonisten Charles Davis.
Under våren 2011 och 2012 turnerade Clemons med Amanda Sedgwick och Freddie Redd i Skandinavien.
Från 2012 till 2014 var Clemons värd för måndagskvällar på 11th Street Bar, i stadsdelen Alphabet City i New York City, tillsammans med musiker som Charles Davis, Clements, Murray Wall och Taro Okamoto.
Hans influenser sträcker sig från Dizzy Gillespie, Charlie Parker, Fats Navarro och Bud Powell till Coleman Hawkins, Lester Young, Don Byas, Freddie Webster, Duke Ellington, Count Basie, Fletcher Henderson, Louis Armstrong, Roy Eldridge, och många andra.
Den 5 oktober 2014 flyttade Dwayne Clemons till Stockholm. Han spelar dock fortfarande på Smalls Jazz Club när han besöker USA.
Våren 2018 inledde Dwayne Clemons ett samarbete i Köpenhamn med basisten Ida Hvid där han leder en kvintett bestående av lokala danska musiker. Kvintetten gav en konsert i april 2018 på jazzklubben Montmartre i Köpenhamn. Hvid och Clemons har även spelat på andra ställen i Köpenhamn och övriga Danmark. Under senare år har Clemons ingått i sextetten Bird's Nest som leds av saxofonisten Amanda Sedgwick och som framträtt på svenska jazzklubbar.

## Diskografi
- 2013 - Amanda Sedgwick Quintet, Shadow and Act,  Machine 7B, Plugged PB7[1]
- 2015 - Dwayne Clemons, Live at Smalls, Smalls live [2]